# Општина Отешани (Валча)
Отешани (рум. Oteşani) општина је у Румунији у округу Валча.
Oпштина се налази на надморској висини од 333 m.